# ピーター・カレン
ピーター・カレン（Peter Cullen、1941年7月28日 - ）は、カナダの男性声優。ケベック州モントリオール出身。アメリカ合衆国ロサンゼルス在住。代表作は『トランスフォーマーシリーズ』（コンボイ（オプティマスプライム）役）、『ナイトライダー』（KARR役）、『くまのプーさん』（イーヨー役）等。

## 人物
カナダ国立演劇学校第1期卒業。元海兵隊員の兄がおり、『トランスフォーマー』のコンボイの演技は兄をモデルにしたものだとされる。

## ノミネート歴
- デイタイム・エミー賞2011年アニメ番組部門パフォーマンス賞候補『超ロボット生命体 トランスフォーマー プライム』（オプティマスプライム役）[2]

## 出演作品

### テレビアニメ
- IGPX（OPナレーション）
- 宇宙家族ジェットソン
- 機甲艦隊ダイラガーXV（伊勢シンジ、ナレーション）
- キャプテン・プラネット
- くまのプーさん いつまでも友達（イーヨー）
- 新くまのプーさん（イーヨー）
- ゴースト・バスターズ（エディ・スペンサー二世）
- アニメ ゴーストバスターズ（ドクター・デストラクトー）
- 戦国魔神ゴーショーグン（英国版OPナレーション）
- スパイダーマン1981年版（レッドスカル）
- スパイダーマン&アメイジング・フレンズ（ロバート・ブルース・バナー/ハルク、レッドスカル、ミステリオ）
- 星銃士ビスマルク（ルヴェール事務総長、ヒューザー総統、ビスマルク）
- トランスフォーマーシリーズ
  - 戦え!超ロボット生命体トランスフォーマー（コンボイ、アイアンハイド、ストリートワイズ、クローンコンボイ、映画のフランケンシュタイン）
  - 戦え!超ロボット生命体トランスフォーマー2010（コンボイ）
  - トランスフォーマー ザ・リバース（コンボイ、スラッグスリンガー、ナイトスティック、ウィングスパン）
  - トランスフォーマー アニメイテッド（コマーシャル・バンパー・ナレーション）
  - 超ロボット生命体 トランスフォーマー プライム（オプティマス・プライム）
- ダンジョンズ&ドラゴンズ（ブログリ・フォース オブ イーヴル）
- 地上最強のエキスパートチーム G.I.ジョー（エアーボーン、ザンダー）
- チップとデールの大作戦（モンタリー・ジャック（初代）、メップス）
- マペット・ベイビーズ（スモック・ベア）
- ティーンエイジ・ミュータント・ニンジャ・タートルズ（スマッシュ先生）
- ハウス・オブ・マウス（イーヨー）
- 百獣王ゴライオン（軍師ライブル、ナレーション、ライモン王）
- 星の王子さま プチ・プランス
- ボルトロン（コラン、ナレーション、キング・ボルフォア、コマンダー・ホーキンス）
- 魔法少女レインボーブライト（マーキー、ナレーション）
- Megas XLR（カール）
- モンチッチ（シュリーカー）
- わんぱくダック夢冒険（バンクジョブ・ビーグル、グリミッツ長官）

### 劇場アニメ
- Warriors of the Wind（クロトワ）
- くまのプーさん 完全保存版II ピグレット・ムービー（イーヨー）
- くまのプーさん ザ・ムービー/はじめまして、ランピー!（イーヨー）
- ティガー・ムービー プーさんの贈りもの（イーヨー）
- トランスフォーマー ザ・ムービー（コンボイ、アイアンハイド）
- バーテン（スカイ）

### OVA
- くまのプーさん クリストファー・ロビンを探せ!（イーヨー）
- G.I.ジョー・ザ・ムービー（ザンダー、ネメシス・エンフォーサー）
- トランスフォーマー プライムビーストハンターズ:プレダコン・ライジング（Transformers Prime Beast Hunters: Predacons Rising）（オプティマス・プライム）

### ゲーム
- トランスフォーマーシリーズ
  - トランスフォーマー THE GAME（オプティマス・プライム）
  - トランスフォーマー: リベンジ（オプティマス・プライム）
  - トランスフォーマー/ダークサイド・ムーン（オプティマス・プライム）
  - トランスフォーマー：ウォー・フォー・サイバトロン（オプティマス・プライム）
  - トランスフォーマー：フォール・オブ・サイバトロン（オプティマス・プライム）

### 映画
- グレムリン（モグワイの声、グレムリンの声）
- キングコング（キングコングの声、後に小さき勇者たち〜ガメラ〜のガメラの声にピーターによるキングコングの声の一部が使われた）
- トランスフォーマー（オプティマス・プライムの声）
  - トランスフォーマー: リベンジ
  - トランスフォーマー/ダークサイド・ムーン
  - トランスフォーマー/ロストエイジ
  - トランスフォーマー/最後の騎士王
  - バンブルビー
  - トランスフォーマー/ビースト覚醒
- プレデター（プレデターの声）
- プロローグ（英語版）（エイリアンの声）
- ロック・エイリアンの冒険（英語版）（1359の声）

### テレビドラマ
- ナイトライダー（K.A.R.R.の声（初代））
- ナイトライダーNEXT（K.A.R.R.の声）

### 人形劇
- ザ・ブック・オブ・プー（イーヨーの声）

### その他
- カートゥーン ネットワーク・TOONAMI（ナレーター）
- 新機動戦記ガンダムW（プロモーション映像ナレーション）
- 戦え!超ロボット生命体トランスフォーマー玩具CM（コンボイ）
- 戦え!超ロボット生命体トランスフォーマー1989年度再放送版（実写のコンボイの声、ナレーション）
- Transformers The Ride 3D（トランスフォーマー・ザ・ライド3D）（オプティマス・プライムの声）
- トランスフォーマービギニング（オプティマス・プライムの声）
- トランスフォーマー ユニバース・シリーズ25周年記念 コンボイ復刻版（音声ギミック）